# علي سمودي
علي صادق سليم سمودي (وُلد في 13 أبريل 1967 في جنين –) صحافي فلسطيني يعمل مراسلًا لجريدة القُدس الفلسطينية ومنتجًا لشبكة الجزيرة الإعلامية. يتركز نشاطه الإعلامي في تغطية الأحداث الخاصة بمحافظة جنين. درس سمودي في جامعة النجاح الوطنية، واعتقله الاحتلال الإسرائيلي عدة مرات.

## عمله
في 6 أغسطس 2018، فصلت وكالة رويترز العالمية علي سمودي والذي بدأ العمل معها عام 1992 بشكل مفاجئ ودون تعويضه أو منحه أي من حقوقه وفقًا لسمودي.
برز سمودي خلال تغطيته أحداث الاجتياح الإسرائيلي لمخيم جنين عام 2002، والاقتحامات المتكررة لجنين خلال عملية «كاسر الأمواج» التي يشنها الاحتلال الإسرائيلي منذ 1 أبريل 2022 على الضفة الغربية نتيجة تنفيذ فدائيون فلسطينيونمن منطقة جنين عمليات عسكرية ضده.

### إصاباته
وفقًا لسمودي، تعرض حتى عام 2022 لسبع إصابات خلال تغطيته أحداث الصراع الفلسطيني الإسرائيلي.
في 24 أبريل 2004، أُصيب سمودي بعيار ناري بالوجه خلال الانتفاضة الفلسطينية الثانية.
في 3 يناير 2013، تعرض سمودي للاختناق والإغماء نتيجة إلقاء جنود الاحتلال الإسرائيلي قنبلة متفجرة سامة تجاه.
في 10 أكتوبر 2015 و16 أكتوبر 2015، تعرض سمودي للاختناق والإغماء نتيجة كثافة قنابل الغاز المسيل للدموع الذي أُطلق تجاه المتظاهرين الفلسطينيين على حاجز الجلمة شمال جنين.
في 11 مايو 2022، أُصيف سمودي بعيار ناري في الظهر من الجيش الإسرائيلي خلال عمله منتجًا لفريق قناة الجزيرة الفضائية الذي كان يُغطي اقتحام مخيم جنين، ونُقل إثرها إلى مستشفى ابن سينا التخصصي في جنين لتلقي العلاج. كانت شيرين أبو عاقلة مراسلة الجزيرة رفقته حيث قُتلت جراء الطلقات الإسرائيلية التي أصابت رأسها.

### اعتقاله
اعتقله جيش الاحتلال الإسرائيلي فجر يوم الثلاثاء الموافق 29 أبريل 2025 من مدينة جنين.

## أوسمة وجوائز
تقلد سمودي وسام عمداء الأسرى الفلسطينيين في سجون الاحتلال لأفضل صحفي في قضايا الأسرى، كما تقلد وسامًا من الرئيس العراقي صدام حسين.
في 9 سبتمبر 2012، فاز سمودي بالمرتبة الأولى في مسابقة أفضل قصة عن معركة الأمعاء الخاوية. ألف سمودي 3 قصص هي:
1. «زوجة الأسير الريخاوي: أنتم الأقوى وستنتصرون على السجان»
2. «إلى متى سيبقى والدي يواجه الموت والسجان ويسلبه الحرية ويحرمه من العلاج»
3. «حياة ابني في خطر وبيانات الشجب والإستنكار لن تنقذه»